# Interjections en anglais
 (mai 2023).
La mise en forme du texte ne suit pas les recommandations de Wikipédia : il faut le « wikifier ».
Les points d'amélioration suivants sont les cas les plus fréquents. Le détail des points à revoir est peut-être précisé sur la page de discussion.
- Les titres sont pré-formatés par le logiciel. Ils ne sont ni en capitales, ni en gras.
- Le texte ne doit pas être écrit en capitales (les noms de famille non plus), ni en gras, ni en italique, ni en « petit »…
- Le gras n'est utilisé que pour surligner le titre de l'article dans l'introduction, une seule fois.
- L'italique est rarement utilisé : mots en langue étrangère, titres d'œuvres, noms de bateaux, etc.
- Les citations ne sont pas en italique mais en corps de texte normal. Elles sont entourées par des guillemets français : « et ».
- Les listes à puces sont à éviter, des paragraphes rédigés étant largement préférés. Les tableaux sont à réserver à la présentation de données structurées (résultats, etc.).
- Les appels de note de bas de page (petits chiffres en exposant, introduits par l'outil «  Source ») sont à placer entre la fin de phrase et le point final[comme ça].
- Les liens internes (vers d'autres articles de Wikipédia) sont à choisir avec parcimonie. Créez des liens vers des articles approfondissant le sujet. Les termes génériques sans rapport avec le sujet sont à éviter, ainsi que les répétitions de liens vers un même terme.
- Les liens externes sont à placer uniquement dans une section « Liens externes », à la fin de l'article. Ces liens sont à choisir avec parcimonie suivant les règles définies. Si un lien sert de source à l'article, son insertion dans le texte est à faire par les notes de bas de page.
- La présentation des références doit suivre les conventions bibliographiques. Il est recommandé d'utiliser les modèles {{Ouvrage}}, {{Chapitre}}, {{Article}}, {{Lien web}} et/ou {{Bibliographie}}. Le mode d'édition visuel peut mettre en forme automatiquement les références.
- Insérer une infobox (cadre d'informations à droite) n'est pas obligatoire pour parachever la mise en page.

Pour une aide détaillée, merci de consulter Aide:Wikification.
Si vous pensez que ces points ont été résolus, vous pouvez retirer ce bandeau et améliorer la mise en forme d'un autre article.
Les interjections en anglais sont une catégorie de mots anglais - tels que yeah (ouais), ouch (aïe), Jesus (Jésus), oh (oh), mercy (miséricorde), yuck (beurk), etc. - dont les caractéristiques principales sont la rareté avec laquelle ils se combinent avec d'autres mots pour former des phrases, leur lien lâche avec les autres éléments des clauses, et leur tendance à exprimer une signification émotive. Ces caractéristiques séparent les interjections anglaises des autres catégories lexicales de la langue, comme les noms et les verbes. Bien que les interjections anglaises, comme les interjections en général, soient souvent négligées dans les descriptions de la langue, les grammaires anglaises offrent des descriptions minimales de la catégorie.
En termes de phonologie, les interjections anglaises sont généralement séparées des discours environnants par des pauses et peuvent contenir des sons qui ne se trouvent pas ailleurs en anglais. Les interjections anglaises ont tendance à ne pas prendre de inflection ou de morphèmes dérivationnels. En termes de syntaxe, elles ont tendance à ne pas former de constituants avec d'autres mots et sont parenthétiques plutôt qu'intégrées dans les clauses dans lesquelles elles apparaissent. Sémantiquement, elles ont souvent des significations émotives ou interpersonnelles et leur utilisation est parfois appelée exclamative. Les interjections anglaises remplissent plusieurs rôles pragmatiques en anglais, notamment pour saluer et indiquer l'accord.

## Histoire dans les grammaires anglaises
En 1586, William Bullokar a écrit la première grammaire de l'anglais, qui comprenait une petite section sur les interjections. Sa définition des interjections anglaises était axée sur les dimensions sémantiques et pragmatiques des mots :
Une interjection est une partie du discours qui indique une passion soudaine de l'esprit : la signification ou le sens de ce discours doit être compris par le geste, le visage ou la passion de l'orateur, et parfois en tenant compte de la personne à qui l'on parle ou de la chose dont on parle:373. (orthographe modernisée)
 En 1795, Lindley Murray a proposé une définition des interjections anglaises qui tenait compte de leurs propriétés syntaxiques en plus de leurs propriétés pragmatiques, les définissant comme "des mots jetés entre les parties d'une phrase pour exprimer les passions ou les émotions de l'orateur : comme, 'Oh! I have alienated my friend; alas I fear for life:' 'O virtue! how amiable thou art!'":119
Au début du vingtième siècle, Otto Jespersen a rejeté l'idée que les interjections anglaises sont une catégorie lexicale à part entière, traitant les interjections plutôt comme une manière dont les mots d'autres catégories lexicales peuvent être utilisés (comme le nom Fiddlesticks ! (sornettes !) et le verbe Come on ! (viens !)):90.
Plus tard au vingtième siècle, A Comprehensive Grammar of the English Language a inclus les interjections dans sa liste des classes de mots, mais a admis qu'elles sont une "classe marginale et anormale.":67 Il a également noté que les interjections diffèrent des classes de mots similaires en ce sens qu'"elles sont grammaticalement périphériques, dans le sens où elles n'entrent pas en construction avec d'autres classes de mots et sont seulement vaguement liées aux phrases auxquelles elles peuvent être associées orthographiquement ou phonologiquement.":74
Dans leur Student's Introduction to English Grammar (Introduction à la grammaire anglaise pour les étudiants), Rodney Huddleston et Geoffrey K. Pullum ont omis les interjections de leur liste des catégories lexicales, car, selon eux, "there really isn't anything interesting for a grammar to say" ("il n'y a vraiment rien d'intéressant à dire") sur les interjections pour une grammaire:16.

## Exemples typiques
Bien que le nombre d'interjections anglaises traditionnellement reconnues soit relativement faible par rapport aux autres catégories lexicales, les interjections ponctuelles peuvent être librement créées grâce à l'onomatopée:74. Ainsi, une liste complète des interjections anglaises est impossible. Cependant, on peut dresser une liste des interjections très courantes. Les mots les plus fréquemment étiquetés comme interjections dans le Corpus of Global Web-Based English (GloWbE) comprennent yes (oui), no (non), oh (oh), yeah (ouais), hi (salut), hey (hé), wow (waouh), hello (bonjour), ah (ah), ha (ha), blah (bla), eh (hein), yep (ouep), o (oh), alas (hélas), haha (haha), cheers, huh (à la tienne, hein) et hmm (hmm).

## Interjections anglaises vs. autres types de mots

### Interjections vs. noms
Il existe un certain nombre d'interjections anglaises à connotations religieuses dérivées de noms (par exemple, Jesus (Jésus), Christ (Christ), God (Dieu), heavens (ciel), hell (enfer)),. La principale différence entre ces interjections et leurs noms correspondants est que les interjections ont été dépourvues de leur signification originale ; c'est-à-dire qu'elles ne sont plus utilisées pour faire référence à l'entité à laquelle le nom faisait référence à l'origine:72. Par exemple, l'interjection Jesus (Jésus) ne fait pas réellement référence à une personne ou à une chose, alors que le nom le fait souvent.

### Interjections vs. verbes
Une autre sous-catégorie d'interjections anglaises comprend les mots dérivés de verbes. Cette dérivation à partir de verbes est particulièrement évidente lorsqu'ils se produisent avec des compléments de phrase nominale, comme dans Damn these mosquitoes! (Zut, ces moustiques !) (exprimant la frustration):1361fn. Mais dans de tels cas, il n'y a pas de sujet présent ou prévu, comme il y aurait avec un verbe. The Cambridge Grammar of the English Language conclut qu'"il peut être préférable de considérer de tels mots comme des interjections exceptionnelles qui se combinent avec un complément NP [phrase nominale] pour former une phrase d'interjection.":1361fn
Certains verbes sont formés à partir d'interjections signifiant "prononcer l'interjection", par exemple, he humphed and sat down (il a marmonné et s'est assis) ou I shooed them out the door (je les ai chassés par la porte) ou The audience booed when he stepped on stage (le public a hué lorsqu'il est monté sur scène). Ceux-ci peuvent être distingués des interjections par leur capacité à se fléchir pour le temps (voir Modèle:Section link).

### Interjections vs. adverbes
Les linguistes et les lexicographes ne s'accordent pas sur la limite entre l'interjection et l'adverbe en anglais. Comme les interjections anglaises ne se fléchissent pas, certains dictionnaires et grammaires ont classé certaines interjections comme adverbes, une autre catégorie lexicale qui a tendance à ne pas se fléchir:106. Le Oxford English Dictionary, par exemple, classe le mot pop dans pop went the cork (et le bouchon a sauté) comme un adverbe plutôt qu'une interjection. Cependant, des linguistes tels que Maruszka Eve Marie Meinard soutiennent que les deux catégories peuvent être distinguées sur des bases syntaxiques : les interjections sont syntaxiquement isolées tandis que les adverbes peuvent former des constituants avec d'autres mots:152. Selon cette vision, le pop dans pop went the cork (et le bouchon a sauté) n'est pas un adverbe car il ne signifie pas que le bouchon est "parti de manière éclatante" ; plutôt, went (est parti) introduit une sorte de discours direct, comme dans John went "wow" (John a dit "waouh"). Meinard soutient que, comme le discours direct est syntaxiquement isolé de la proposition qui l'introduit, des mots comme pop et wow dans ces exemples se comportent davantage comme des interjections que comme des adverbes:152.
Certains adverbes se chevauchent dans leur distribution avec les interjections. Par exemple, certainly (certainement) et probably (probablement) peuvent apparaître là où yeah (ouais) ou yes (oui) peuvent apparaître, bien que comme confirmations renforcées et affaiblies, respectivement.

### Interjections vs. tics de langage
Les tics de langage sont des mots tels que euh et heu qui comblent les silences dans le discours pendant que les locuteurs cherchent des mots. Les tics de langage partagent certaines caractéristiques avec les interjections, notamment qu'ils sont distincts du reste de la phrase en termes de prosodie et de syntaxe, ce qui a conduit de nombreux dictionnaires anglais à classer les tics de langage comme un type d'interjection:153. Par exemple, le American Heritage Dictionary et le Merriam-Webster Dictionary classifient um comme une interjection,. Cependant, certains psycholinguistes, tels que Daniel C. O'Connell et Sabine Kowal, traitent les interjections et les tics de langage en anglais comme des catégories différentes, soutenant que (1) les interjections en anglais ont tendance à se produire sans pause avant ou après elles tandis que les tics de langage ont tendance à se produire après une pause, (2) les interjections en anglais peuvent introduire des citations alors que les tics de langage ne le font pas, et (3) les interjections en anglais ont tendance à être accentuées, par exemple par le volume ou le débit d'articulation, alors que les tics de langage ne le sont pas.

### Interjections vs. formules de routine
Florian Coulmas définit les formules de routine comme "des expressions préconçues hautement conventionnelles dont l'occurrence est liée à des situations de communication plus ou moins standard." En anglais, cette catégorie comprend des mots tels que bye, hello, sorry, thank you, et autres. Dans la grammaire traditionnelle, les formules de routine sont classées comme des interjections:109. Felix Ameka a remis en question l'application de cette catégorisation à l'anglais, citant trois objections principales. Premièrement, les formules de routine ont des destinataires tandis que les interjections n'en ont pas ; c'est-à-dire que les formules sont adressées à quelqu'un alors que les interjections peuvent ou non être dirigées vers quelqu'un. Deuxièmement, les formules de routine sont des réponses prévisibles aux conventions sociales tandis que les interjections ne le sont pas ; par exemple, une personne pourrait dire "merci" parce que c'est la réponse attendue dans un contexte social, comme recevoir un cadeau. Troisièmement, les formules de routine sont toujours des actes de langage tandis que les interjections reflètent simplement les états mentaux du locuteur:109–110. D'autres linguistes, comme David P. Wilkins, ont soutenu que les formules de routine partagent des caractéristiques importantes avec les interjections en anglais et en italien, et que les distinctions comme celles dont parle Ameka suggèrent seulement que les formules de routine sont "un sous-type pragmatique et sémantique distinct des interjections", et non une catégorie lexicale à part entière.

## Syntaxe

### Interjections anglaises en tant que têtes de phrases
Peu de choses ont été dites sur la syntaxe des interjections anglaises, si ce n'est qu'elles ne forment généralement pas de phrases ou de constituants avec d'autres mots:101. Cependant, les interjections anglaises dérivées de verbes peuvent exceptionnellement se combiner avec des compléments de groupe nominal, comme le groupe nominal these mosquitoes dans damn these mosquitoes:1361fn. The Cambridge Grammar of the English Language suggère de traiter ces phrases exceptionnelles comme des "phrases d'interjection" avec l'interjection (par exemple, damn) en tant que tête et le groupe nominal (par exemple, these mosquitoes) en tant que complément:1361fn.
Dans des cas exceptionnels, les interjections anglaises dérivées de noms peuvent prendre des modificateurs (par exemple, holy cow, hot damn, bloody hell, etc.). Des paires conventionnalisées comme oh boy, oh my, fuck yeah, aw shucks, good bye, ho hum, etc. existent également. Bloomfield appelle ces paires conventionnalisées "interjections secondaires", et certains linguistes, comme Ameka, les appellent "phrases interjectives".

### Fonction
Syntaxiquement, les interjections anglaises fonctionnent principalement en tant que suppléments, c'est-à-dire "des chaînes parenthétiques qui ne sont pas intégrées dans la structure de la phrase, y compris ce qui est appelé des propositions relatives non restrictives dans d'autres cadres, ainsi que certains adjoints et disjonctions.":404 Dans la phrase Damn, we're going to be late!, par exemple, l'interjection damn n'est ni un complément ni un modificateur de quoi que ce soit dans le reste de la clause, mais est plutôt ajoutée au début de la clause en tant que supplément.
Bien que leur fonction de suppléments soit l'une des caractéristiques déterminantes des interjections anglaises, la fonction de supplément peut être réalisée par d'autres unités en anglais. Celles-ci incluent les propositions relatives, les groupes nominaux, les groupes adjectivaux, les groupes prépositionnels et les groupes adverbiaux:1356 :
- Interjection : Ah, so you were there after all!
- Proposition relative : We called in to see Sue's parents, which made us rather late.
- Groupe nominal : A university professor, Dr. Brown, was arrested for the crime.
- Groupe adjectival : The editor, angry at the delay, resigned from the project.
- Groupe adverbial : Frankly, I think we could do better ourselves.

## Pragmatique
Du point de vue de la pragmatique, les interjections anglaises ont généralement une force exclamative ou impérative Acte illocutoire; par exemple, ouch! est une exclamation exprimant la douleur du locuteur et hush! demande aux destinataires de se taire. Cependant, elles peuvent également être utilisées pour transmettre des déclarations et des questions (comme dans uh-huh et eh?, respectivement):88. Les interjections anglaises peuvent être utilisées pour saluer les gens ou attirer l'attention (par exemple, hey, hello), montrer l'accord (par exemple, yes, amen, okay) ou le désaccord (par exemple, no, uh-uh), indiquer la compréhension (par exemple, oh, uh-huh) ou l'absence de compréhension (par exemple, huh), demander le silence (par exemple, sh), faire une demande polie (par exemple, please), montrer le désintérêt (par exemple, meh), ou même invoquer la magie (par exemple, abracadabra).
Beaucoup des interjections anglaises les plus courantes (voir Exemples typiques) sont principalement impliquées dans les interactions entre les utilisateurs de la langue, maintenant l'intégrité de la conversation grâce au rétroaction et en marquant l'affirmation. Par exemple, un auditeur peut dire "yeah" ou "uh-huh" pour signaler son attention et sa compréhension des paroles d'un locuteur.
Semantiquement parlant, les interjections anglaises ne référent pas; c'est-à-dire que, tandis que d'autres classes lexicales comme les noms et les verbes font généralement référence à des participants ou des processus particuliers qui existent ou pourraient exister dans le monde, les interjections anglaises ont tendance à exprimer simplement les états internes de leurs utilisateurs. Beaucoup expriment des émotions telles que la colère (par exemple, damn), le dégoût (par exemple, eww, yuck), la surprise (par exemple, wow), le regret (par exemple, alas), ou la gêne (par exemple, shucks). Elles peuvent également signifier la douleur (par exemple, ow), les mauvaises odeurs (par exemple, pew), une erreur (par exemple, oops) ou une prise de conscience soudaine (par exemple, eureka).

## Morphologie
Les interjections en anglais ont tendance à ne pas se fléchir ou se former par dérivation:106. Certaines autres catégories lexicales en anglais ont également tendance à ne pas se fléchir, mais portent toujours des morphèmes de flexion associés à d'autres catégories ; par exemple, les prépositions anglaises ont tendance à ne pas se fléchir, mais les prépositions barring et concerning contiennent des vestiges du suffixe -ing des formes verbales du participe présent:669. Il en va de même pour les interjections en anglais. Par exemple, les interjections heavens et bollocks contiennent des vestiges du suffixe de flexion pluriel -s lorsqu'ils étaient des noms.

## Phonologie
Phonologiquement, les interjections anglaises ou les phrases interjectives sont souvent des suppléments et, en tant que tels, sont généralement séparées par une pause des autres énonciations avec lesquelles elles peuvent coexister, constituant une prosodic unit par elles-mêmes:108,:25. Cette perturbation de la prosodie typique de la phrase est représentée à l'écrit par la ponctuation – telle que les virgules, les tirets et les parenthèses:67. Par exemple, le tiret dans la phrase précédente marque une telle perturbation.
Les interjections anglaises peuvent présenter des caractéristiques phonologiques qui ne sont pas typiques de la langue. Par exemple, l'interjection uh-oh (prononcé : [əʔo]) est un cas rare d'un coup de glotte dans les dialectes de l'anglais qui manquent autrement de tels arrêts. D'autres exemples d'interjections anglaises contenant des phonèmes normalement absents en anglais incluent les clics dentals dans tut-tut (prononcé : [ǀǀ]), le consonne fricative bilabiale sourde dans whew (prononcé : [ɸɪu]), et (pour les dialectes qui ne l'utilisent plus) le consonne fricative vélaire sourde dans ugh (prononcé : [əx]). Les prononciations orthographiques apparaissent souvent pour les interjections présentant ces phonèmes atypiques, y compris /tət tət/ tut-tut et /əɡ/ pour ugh:853.

## Variation
L'utilisation des interjections varie au fil du temps et entre les groupes de locuteurs.
La variation géographique peut être observée dans l'utilisation d'interjections comme lah, qui se trouve presque exclusivement à Singapour et en Malaisie dans le corpus GloWbE, yaar, qui est presque entièrement limité à l'Inde et au Pakistan, ou haba, qui est presque entièrement limité au Nigeria. La variation peut également exister entre les groupes de locuteurs au sein d'une même région. Par exemple, l'interjection word indiquant l'accord est caractéristique de l'African-American English.
Deux exemples de variation dans le temps peuvent être observés dans le Corpus of Historical American English, qui montre que nay était parmi les interjections les plus courantes en 1820, mais était devenue nettement moins courante dans les années 2010. En revanche, yeah n'apparaît pas dans le corpus en 1820, mais figure parmi les interjections les plus utilisées dans les années 2010.